# قلعه هانولا
قلعه هانولا (به لاتین: Hanwella fort) یک پایگاه نظامی در سری‌لانکا است که در هانولا واقع شده‌است.